# Gare de Messancy
La gare de Messancy est une gare ferroviaire belge de la ligne 167 entre Autelbas et Athus, située sur le territoire de la commune de Messancy, dans la province de Luxembourg en Région wallonne.
Elle est mise en service en 1862 par la Grande compagnie du Luxembourg. C'est une halte ferroviaire de la Société nationale des chemins de fer belges (SNCB) desservie, uniquement en semaine, par des trains Omnibus (L) et Heure de pointe (P).

## Situation ferroviaire
Établie à 277 m d'altitude, la gare de Messancy est située au point kilométrique (PK) 6,6 de la ligne 167, d'Autelbas à Athus, entre les gares d'Autelbas (fermée) et d'Athus.
Cette ligne fait la jonction entre les deux radiales ardennaises : la ligne 162 de Namur à Sterpenich (frontière luxembourgeoise), ou la gare d'Arlon fait office de gare de bifurcation, et la ligne 165 entre Athus et Libramont, au niveau de leurs extrémités sud, le long de la frontière luxembourgeoise.

## Histoire
La station de Messancy est mise en service le 13 janvier 1862 par la Grande compagnie du Luxembourg, lorsqu'elle ouvre à l'exploitation la jonction entre Autelbas et Athus. Un abri pour la lampisterie et le magasin d'approvisionnement est ajouté en 1882.
Une grande gare type 1881 (désormais démolie) remplace le bâtiment d’origine et fait face à un bel abri de quai qui existe toujours.
La gare devient une simple halte en 1926.
Le 10 janvier 1945, un train de munitions explose en gare, faisant de nombreux dégâts aux alentours, notamment au château de Messancy.
La gare est complètement fermée aux trains de voyageurs le 3 juin 1984. La deuxième voie disparaît et le bâtiment est démoli.
En 2007, la ligne de chemin de fer Athus-Meuse est de nouveau exploitée pour le transport de voyageurs sur l’ensemble de son tracé : la ligne 167 permettant de relier Messancy aux gares d'Arlon, de Rodange, de Virton, de Bertrix et de Libramont. L'arrêt de Messancy est remis en service le 14 mai 2007.
L'abri de la gare a été racheté en juin 2007 par la commune et une remise en état d'un quai a été effectuée en 2008 pour permettre la desserte de Messancy. En 2010, l'abri en ruines depuis 1984, est rénové de fond en comble pour accueillir les voyageurs.
Depuis le 5 juin 2021, la gare est également desservie le week-ends et les jours fériés,.

## Service des Voyageurs

### Accueil
Halte SNCB, c'est un point d'arrêt non gardé (PANG) à accès libre.

### Desserte
Messancy est desservie par des trains Omnibus (L) et Heure de pointe (P) de la SNCB.
La desserte comprend des trains L reliant Libramont à Arlon via Bertrix et Athus. Il existe également deux trains P entre Virton et Arlon le matin ainsi qu'un train P aller-retour entre Arlon et Libramont l’après-midi.
Depuis le 12 juin 2021, la gare de Messancy est à nouveau desservie le week-end par des trains L ayant le même parcours qu'en semaine mais au rythme d'un toutes les deux heures,.

### Intermodalité
Le stationnement des véhicules est possible à proximité.

## Comptage voyageurs
Le graphique et le tableau montrent le nombre de passagers qui en moyenne embarquent durant la semaine, le samedi et le dimanche.
| Nombre de voyageurs qui embarquent à la gare de Messancy | Nombre de voyageurs qui embarquent à la gare de Messancy | Nombre de voyageurs qui embarquent à la gare de Messancy | Nombre de voyageurs qui embarquent à la gare de Messancy |
|                                                          | Semaine                                                  | Samedi                                                   | Dimanche                                                 |
| -------------------------------------------------------- | -------------------------------------------------------- | -------------------------------------------------------- | -------------------------------------------------------- |
| 1977                                                     | 56                                                       | 3                                                        | -                                                        |
| 1978                                                     | 46                                                       | 6                                                        | -                                                        |
| 1979                                                     | 51                                                       | 10                                                       | -                                                        |
| 1980                                                     | 63                                                       | 9                                                        | -                                                        |
| 1981                                                     | 78                                                       | 13                                                       | -                                                        |
| 1982                                                     | 51                                                       | 7                                                        | -                                                        |
| 1983                                                     | 64                                                       | 8                                                        | -                                                        |
| 1984                                                     | -                                                        | -                                                        | -                                                        |
| 1985                                                     | -                                                        | -                                                        | -                                                        |
| 1986                                                     | -                                                        | -                                                        | -                                                        |
| 1987                                                     | -                                                        | -                                                        | -                                                        |
| 1988                                                     | -                                                        | -                                                        | -                                                        |
| 1989                                                     | -                                                        | -                                                        | -                                                        |
| 1990                                                     | -                                                        | -                                                        | -                                                        |
| 1991                                                     | -                                                        | -                                                        | -                                                        |
| 1992                                                     | -                                                        | -                                                        | -                                                        |
| 1993                                                     | -                                                        | -                                                        | -                                                        |
| 1994                                                     | -                                                        | -                                                        | -                                                        |
| 1995                                                     | -                                                        | -                                                        | -                                                        |
| 1996                                                     | -                                                        | -                                                        | -                                                        |
| 1997                                                     | -                                                        | -                                                        | -                                                        |
| 1998                                                     | -                                                        | -                                                        | -                                                        |
| 1999                                                     | -                                                        | -                                                        | -                                                        |
| 2000                                                     | -                                                        | -                                                        | -                                                        |
| 2001                                                     | -                                                        | -                                                        | -                                                        |
| 2002                                                     | -                                                        | -                                                        | -                                                        |
| 2003                                                     | -                                                        | -                                                        | -                                                        |
| 2004                                                     | -                                                        | -                                                        | -                                                        |
| 2005                                                     | -                                                        | -                                                        | -                                                        |
| 2006                                                     | -                                                        | -                                                        | -                                                        |
| 2007                                                     | 73                                                       | -                                                        | -                                                        |
| 2008                                                     | -                                                        | -                                                        | -                                                        |
| 2009                                                     | 88                                                       | -                                                        | -                                                        |
| 2010                                                     | -                                                        | -                                                        | -                                                        |
| 2011                                                     | -                                                        | -                                                        | -                                                        |
| 2012                                                     | 91                                                       | -                                                        | -                                                        |
| 2013                                                     | 127                                                      | -                                                        | -                                                        |
| 2014                                                     | 121                                                      | -                                                        | -                                                        |
| 2015                                                     | 96                                                       | -                                                        | -                                                        |
| 2016                                                     | 97                                                       | -                                                        | -                                                        |
| 2017                                                     | 71                                                       | -                                                        | -                                                        |
| 2018                                                     | 56                                                       | -                                                        | -                                                        |
| 2019                                                     | 108                                                      | -                                                        | -                                                        |
| 2020                                                     | 86                                                       | -                                                        | -                                                        |
| 2021                                                     | -                                                        | -                                                        | -                                                        |
| 2022                                                     | 170                                                      | 39                                                       | 47                                                       |
| 2023                                                     | 135                                                      | 32                                                       | 28                                                       |
| 2024                                                     | 188                                                      | 35                                                       | 31                                                       |

## Patrimoine ferroviaire
Le bâtiment de la gare a été démoli. Un terrain gazonné délimité par une clôture SNCB en béton se trouve à son emplacement.
L'abri du quai 2, construit en briques et en métal, a échappé à la démolition et a été restauré par la SNCB en 2010 afin d'accueillir les voyageurs. L'actuel quai a été construit là où se trouvait la voie 2.

## Galerie de photographies

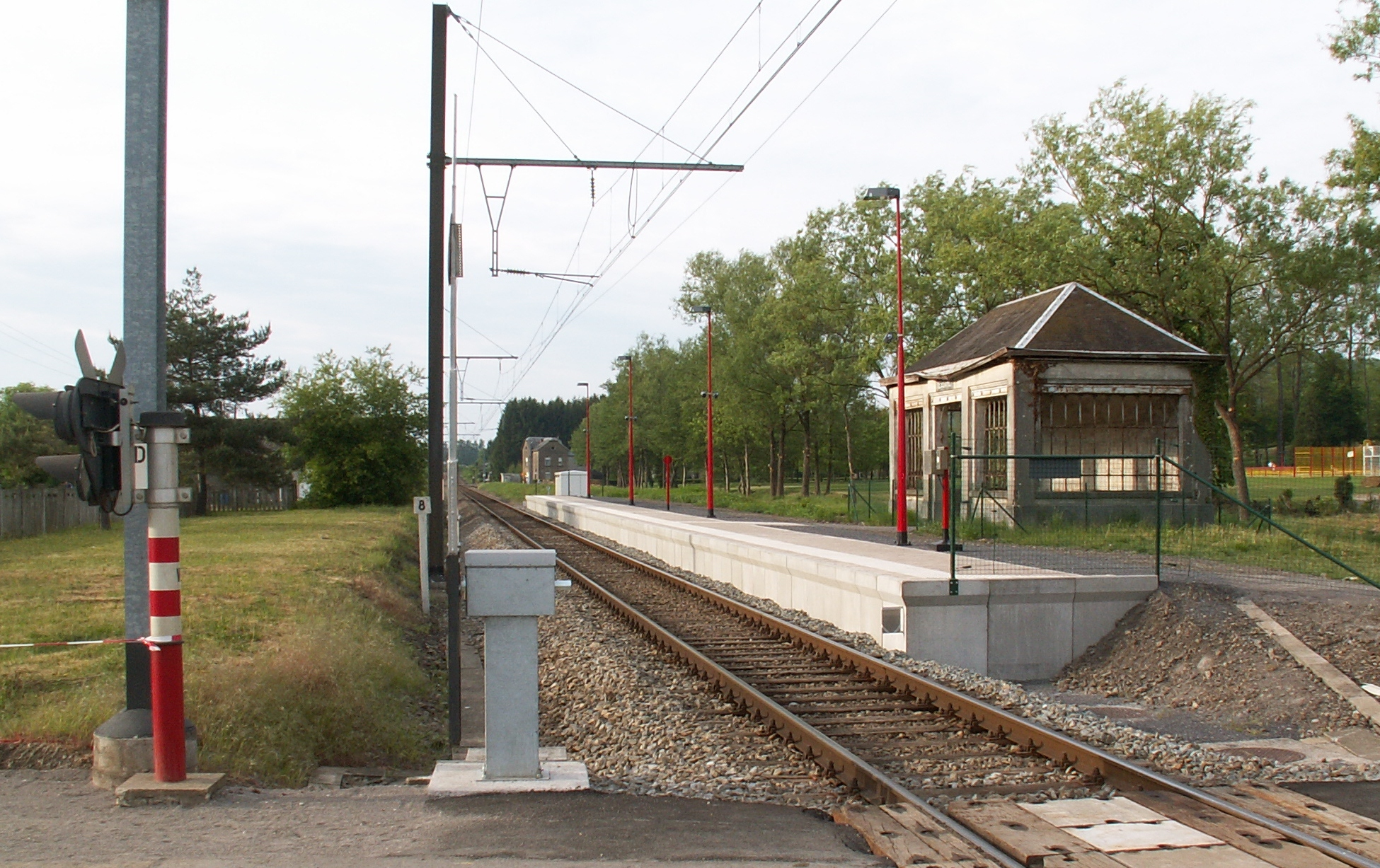
La gare en 2007.
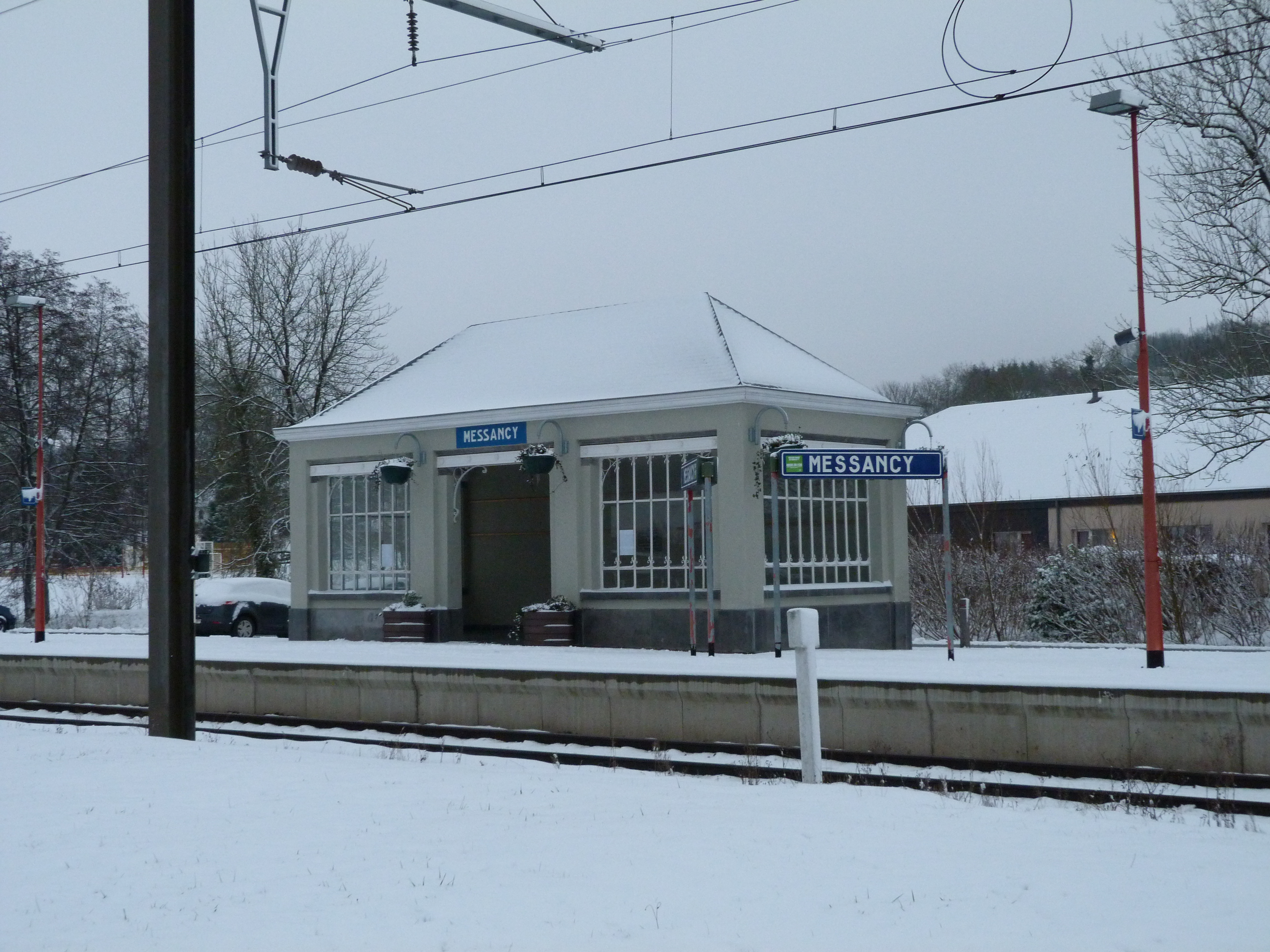
La gare sous la neige à l'hiver 2012.
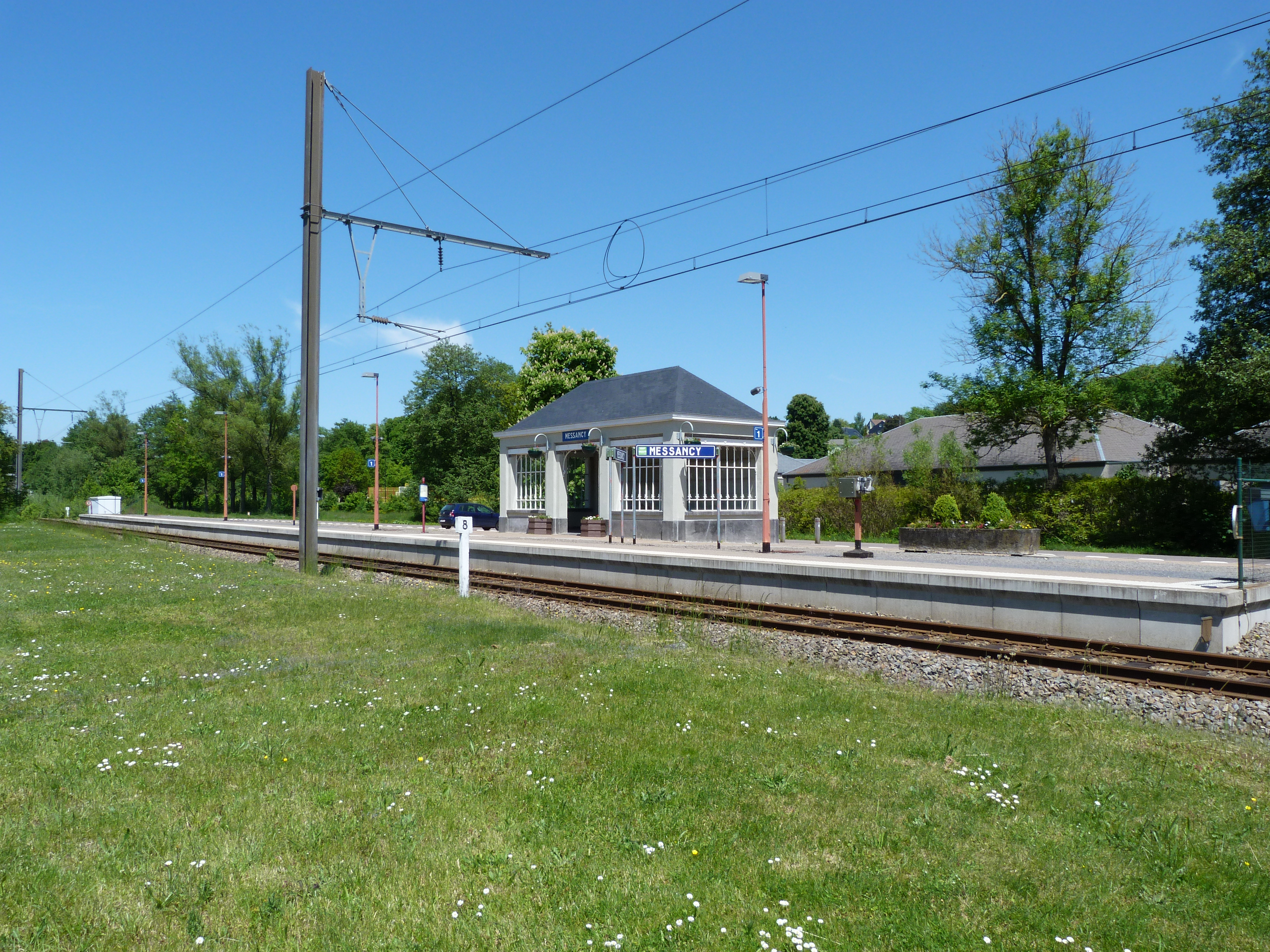
La gare vue du village en 2013.
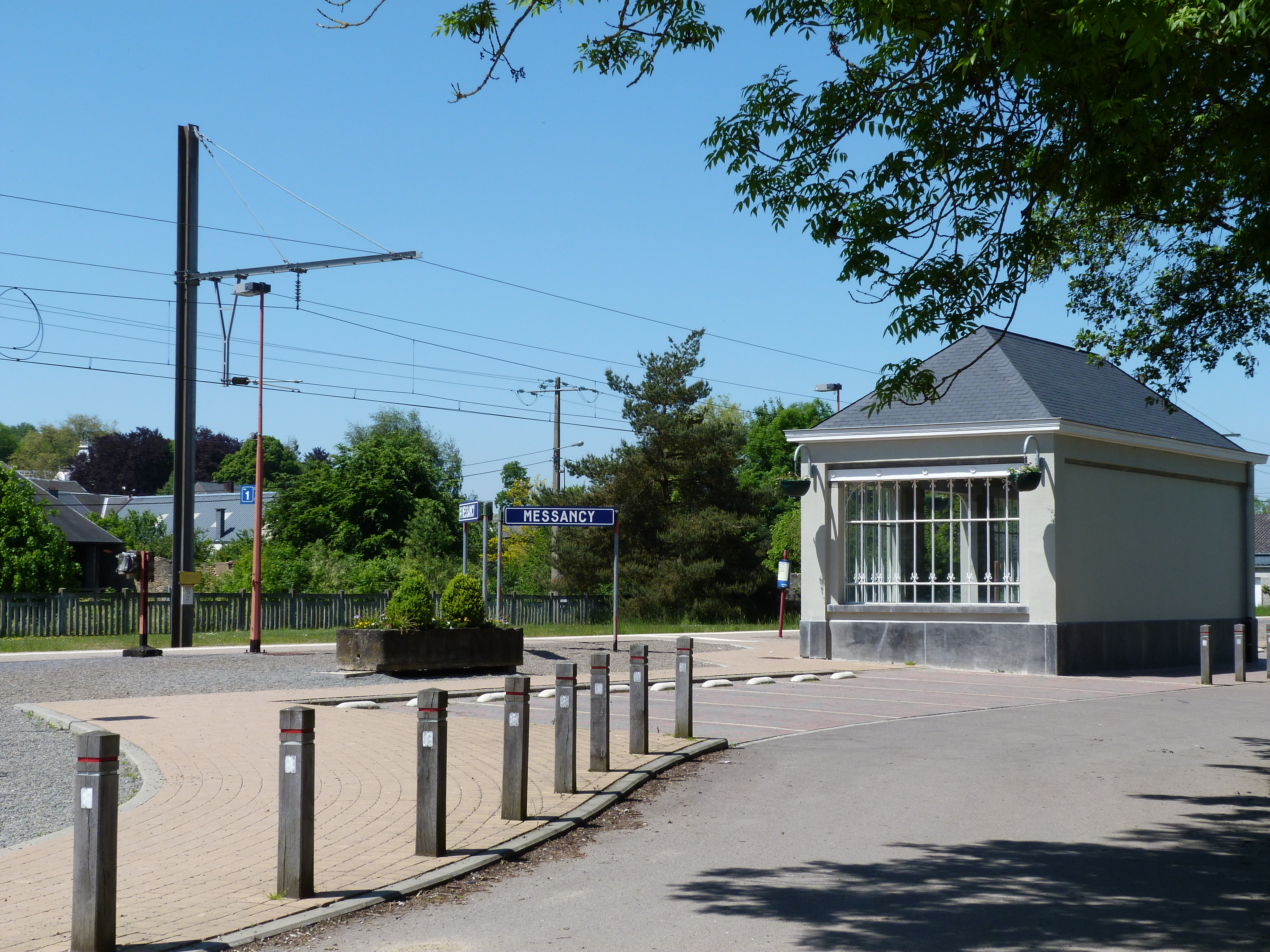
La gare en 2013, vue depuis l'entrée du parking.